# 沪长高速动车组列车
沪长高速动车组列车是中国铁路运行于直辖市上海市上海虹桥站及湖南省省会长沙市长沙南站的高速动车组列车，目前除G575-G578、G1771-G1778次外的班次均经由沪昆客运专线运行。

## 历史
2013年7月1日，因应中國鐵路調圖，「沪长高速动车组列车」启行，每天从上海虹桥站及长沙南站各发出一趟列车（G576/577、G578/575次）。而此前长沙始发的进沪列车只有广州铁路集团开行的K135/138、K137/136次列车和上海铁路局开行的D105/108、D107/106次列车，且均经由沪昆铁路、京广铁路运行，导致沪宁城际铁路沿线居民前往长沙十分不便。
2014年12月10日，随着杭长客运专线开通运营，上海-长沙高铁列车的班次也大规模增加，其中包括上海虹桥↔广州南的G85/86次过路列车（该班列车在上海虹桥-长沙南间运行4小时24分钟）。始发终到的列车中，长沙开最快的是用时4小时41分的G1348次，上海开用时最短的是用时4小时41分的G1357次。
G1343/1358次列车在2017年1月5日调图后延长至昆明南站，改车次为G1373/1372次。
2018年7月1日起，因铁路调图，沪长间增开1对高速动车组列车，经京沪高铁、宁蓉线、京广高铁运行。
2019年12月30日起，原上海虹桥-长沙南G1341/G1356次、G1349/G1364次两对列车运行区间延长至上海虹桥-成都东，车次改为G2189/92、G2191/0次和G2193/6、G2195/4次。
2025年7月1日起，因沪昆高速铁路杭长段提速，原株洲西至上海虹桥的G1348次运行区段缩短为长沙南至上海虹桥，并改车次为G226次，原上海虹桥至萍乡北的G2109次延长运行区段为上海虹桥-长沙南，车次改为G225次，原上海虹桥至长沙南的G1347次调整运行区段为宁波-湘潭北，并改车次为G494/5次。其余沪长本线车中，原G1359次改为G221次、G2114次改为G222次、G1344次改为G224次、G2113次改为G227次、G1362次改为G228次，并优化运行图，调整为大站快车，于沪昆高速铁路杭长段按最高时速350km/h运行。

## 时刻表

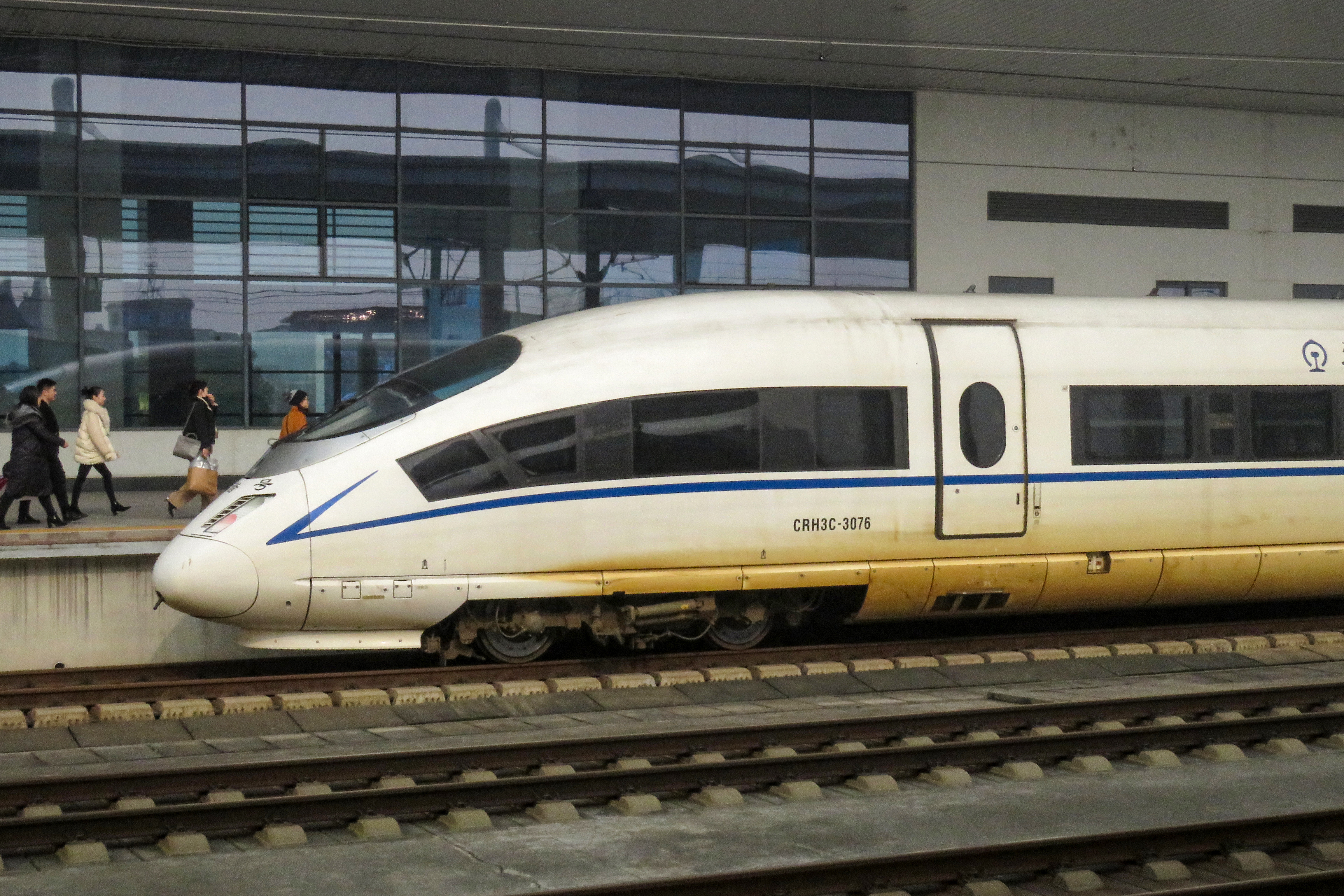
2017年12月，由CRH3C担当的G1342次列车在桐乡站

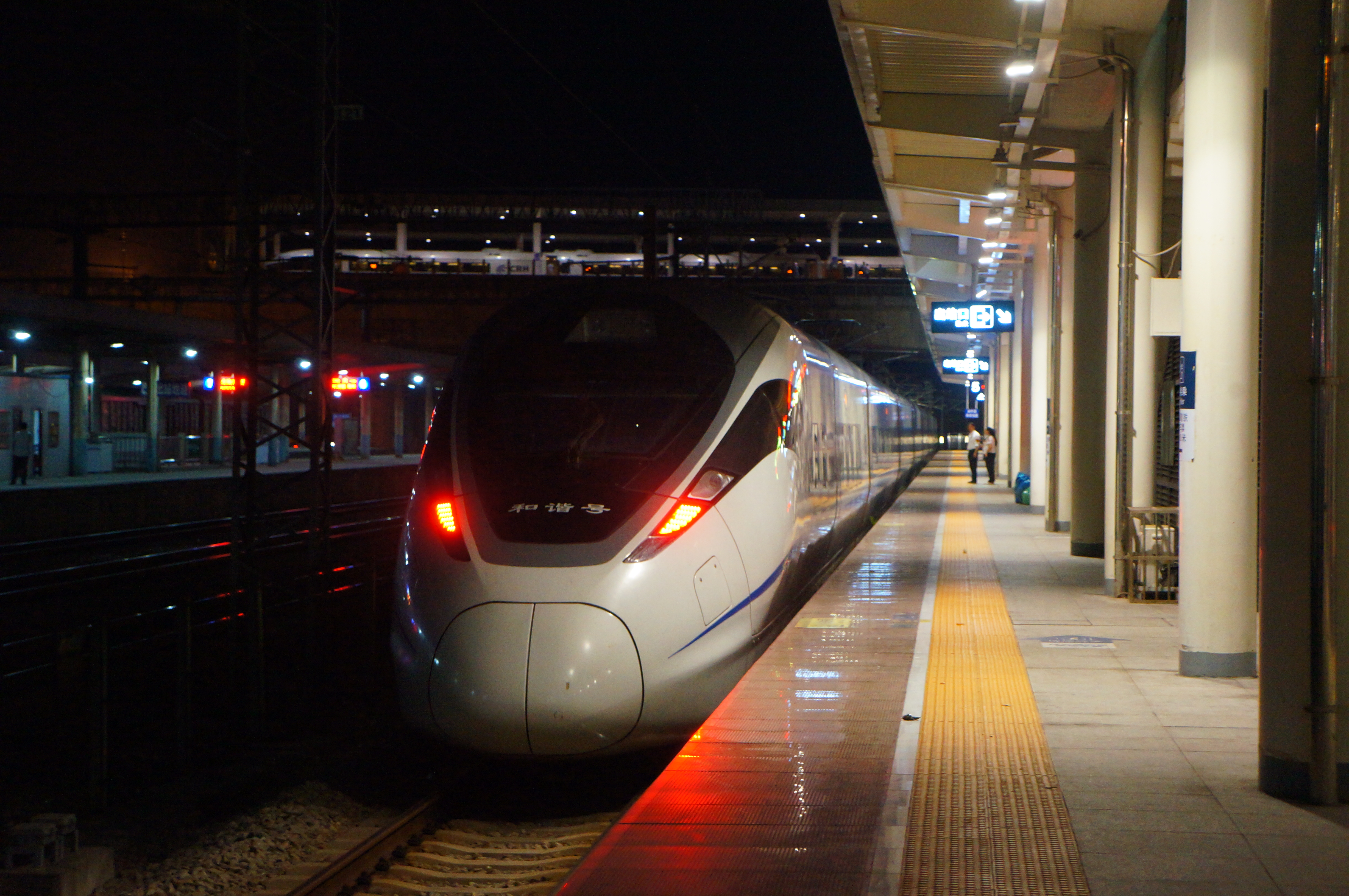
使用CRH380D担当的G1364次列车驶出上饶站

## 其他行驶上海与长沙间的高速动车组列车车次
除以上车次外，来往上海与西南地区、华南地区各地（包括贵阳、昆明、重庆、成都、广州、南宁等）及湖南省其他地市（包括邵阳、张家界、永州）之间的高速列车亦运行于上海与长沙之间，每天运行于上海与长沙间的高速列车约为26对。
- 沪贵高速动车组列车：G354/G357次、G353/358次（运营方：上海局集团、成都局集团）
- 沪六高速动车组列车：G1321/1328次（运营方：成都局集团）
- 沪昆高速动车组列车：G1371/1374次、G239/240次、G1373/1372次（运营方：上海局集团、昆明局集团）
- 常昆高速动车组列车：G1377/1378次（经过上海，运营方：上海局集团）
- 沪渝高速动车组列车：G1333/1336、G1335/1334次、G475/474、G473/476次（运营方：上海局集团、成都局集团）
- 沪蓉高速动车组列车：G2189/2192、G2191/2190次、G461/464、G462/463次（运营方：上海局集团）
- 沪广高速动车组列车：G817/820次、G818/821次、G822/819次（运营方：上海局集团、广州局集团）
- 通珠高速动车组列车：G1302/1303、G1304/1301次（经过上海，运营方：广州局集团）
- 沪邕高速动车组列车：G499/500次、G1505/1506次（运营方：南宁局集团、上海局集团）
- 沪邵高速动车组列车：G1341/1350次（运营方：上海局集团）
- 沪张高速动车组列车：G469/472、G471/470次、G1367/1370、G1369/1368次（运营方：上海局集团、广州局集团）
- 沪永高速动车组列车：G223/1348次（运营方：广州局集团）
- 宁贵高速动车组列车：G355/356次（运营方：上海局集团）

## 使用列车
CR400AF
CRH380B
CR400BF